# Robert Kelker-Kelly
Robert Kelker-Kelly (Wichita, 18 aprile 1964) è un ex attore statunitense.
È noto principalmente per il ruolo di Sam Fowler e Shane Roberts in Destini, di Bo Brady in Il tempo della nostra vita e di Stavros Cassadine in General Hospital.

## Biografia
Robert Kelker-Kelly nasce il 18 aprile 1964 a Wichita in Kansas da Robert Kelly e da Jonetta Kelker. Ha tre sorelle. 

### Carriera
Inizia la sua carriera di attore nel 1987 entrando nel cast della soap opera Destini nel ruolo di Sam Fowler. Rimane nel ruolo fino al 1990. Nel 1992 entra nel cast della soap opera Il tempo della nostra vita nel ruolo di Bo Brady, rimanendo nella soap opera fino al 1995, in sostituzione di Peter Reckell. Nel 1996 ritorna nella soap opera Destini nel ruolo di Shane Roberts. Nel 2001 entra nel cast della soap opera General Hospital nel ruolo di Stavros Cassadine, rimanendo fino al 2003 riprendendo tale ruolo dal 2013 al 2014. Nel corso della sua carriera appare come guest star in serie tv come Jack's Place, Il tocco di un angelo, Maybe This Time e Rescue 77.

### Vita privata
Nel 1997 sposa Miriam Parrish. I due divorziano nel 2013. Ha una figlia Amelia Rose Kelly.

## Filmografia

### Cinema
- Il sogno di Frankie (1996)

### Televisione
- Destini - soap opera (1987-1990, 1996-1998)
- Il tempo della nostra vita - soap opera (1992-1995)
- Jack's Place - serie TV, 1 episodio (1992)
- Il tocco di un angelo - serie TV (1995)
- Maybe This Time - serie TV, 1 episodio (1995)
- Rescue 77 - serie TV, 1 episodio (1999)
- General Hospital - soap opera (2001-2003, 2013-2014)